# Bert De Waele
Bert De Waele (Deinze, 21 de juliol de 1975) és un ciclista belga, professional des del 2001 al 2012. Sempre ha corregut a les files de l'equip Landbouwkrediet.
En el seu palmarès destaca la victòria al Gran Premi de Valònia de 2007, després d'haver aconseguit diferents places d'honor en curses com la Het Volk, Copa Sels, Gran Premi E3, Gran Premi Pino Cerami o Tour de l'Alt Var.

## Palmarès
- 2000
  - 1r a l'Univest Grand Prix
  - 1r a la Kattekoers
- 2003
  - 1r al Tour de Doubs
- 2004
  - 1r al Gran Premi Cholet-País del Loira
  - 1r al Circuit d'Houtland
- 2007
  - 1r al Gran Premi de Valònia
  - 1r a De Drie Zustersteden-Willebroek
- 2009
  - Vencedor d'una etapa de la Volta a Bèlgica
- 2011
  - Vencedor d'una etapa de la París-Corrèze